# Walter Cunningham
Ronnie Walter Cunningham (født 16. marts 1932; død 3. januar 2023) var en amerikansk astronaut, jagerpilot, fysiker, iværksætter, venturekapitalist og forfatter til bogen The All-American Boys fra 1977. Han var NASA's tredje civile astronaut (efter Neil Armstrong & Elliot See), og en "Apollo Lunar Module (en) pilot" på Apollo 7 missionen i 1968.